# Chip Hilton Player of the Year Award
Il Chip Hilton Player of the Year Award è stato un premio conferito ogni anno al miglior giocatore del Campionato NCAA di pallacanestro frequentante l'ultimo anno (ovvero un senior) per aver dimostrato una forte personalità sia dentro, che fuori dal campo da gioco. Istituito nel 1996, il premio è stato assegnato fino al 2011.

## Vincitore
- 1997 - Tim Duncan,  W.F. Dem. Deacons
- 1998 - Hassan Booker,  Navy Midshipmen
- 1999 - Tim Hill,  Harvard Crimson
- 2000 -  Eduardo Nájera,  Oklahoma Sooners
- 2001 - Shane Battier,  Duke Blue Devils
- 2002 - Juan Dixon,  Maryland Terrapins
- 2003 - Brandon Miller,  Butler Bulldogs
- 2004 - Emeka Okafor,  UConn Huskies

- 2005 - Ronald Ross,  TTU Red Raiders
- 2006 - Gerry McNamara,  Syracuse Orange
- 2007 - Acie Law,  Texas A&M Aggies
- 2008 - Mike Green,  Butler Bulldogs
- 2009 - Jon Brockman,  Washington Huskies
- 2010 -  Román Martínez,  New Mexico Lobos
- 2011 - Charles Jenkins,  Hofstra Pride